# Metal Forces
Metal Forces war eine englische Publikation, welche von Herbst 1983 bis 1992 veröffentlicht wurde und sich auf die Themen Metal und Hard Rock spezialisiert hatte.
Bekannt war das Magazin besonders durch seine Förderung von unbekannten Künstlern in ihrer Demolition genannten Rubrik. Künstler wie Metallica, Slayer, Megadeth, HellsBelles, Overkill und Poison wurde darin vorgestellt, lange bevor diese Bands bekannt wurden.
Dave Reynolds, ein früherer Redakteur von Metal Forces beschrieb, dass das Magazin die Terminologien Thrash Metal und Death Metal als erstes verwendet hatte.
Ein von Metal Forces zusammengestelltes Vinyl-Album, Demolition – Scream Your Brains Out! wurde im Jahr 1988 auf dem Label Chain Reaction Records veröffentlicht, welches auf der Rubrik Demolition des Magazins basierte und Titel der Bands Anacrusis, Atrophy, Hobbs’ Angel of Death, Aftermath und Leviathan enthielt.
Zusätzlich zu Heavy Metal Künstlern wurden auch Alternative-Rock-Künstler wie Nirvana im Magazin thematisiert.
Redaktionsstandort war Stevenage, Hertfordshire, England.

## Hintergrund
Metal Forces wurde im Jahr 1983 von Bernard Doe gegründet. Die Erstausgabe war im Herbst 1983. Während seiner Erscheinungszeit war das Magazin eines der Topmagazine im Musikbereich in England. Anfang 1990 änderte das Magazin seinen Themenbereich hin zu Mainstream und erfolgreichen Künstlern. Die Veränderung war jedoch nicht erfolgreich und somit verlor das Magazin Leser und somit sank die Auflage. Daraus resultierend schwanden die Einnahmen durch Werbung. Insgesamt erschienen 72 Ausgaben des Magazins. Das letzte Heft erschien 1992.

### Kontroversen
1984 veröffentlichte Metal Forces einen Artikel über die Black-Metal-Band Hellhammer, in welchem die Band sehr negativ dargestellt wurde. Dies führte dazu, dass der Gitarrist der Band, Tom Warrior, mitteilte, aus diesem Grund niemals mehr in England aufzutreten. Nachdem der Musiker eine neue Band (Celtic Frost) gründete, verweigerte er dem Magazin weiterhin Interviews.
1986 beschwerte sich der frühere Metallica-Gitarrist und Gründer von Megadeth, Dave Mustaine über das Magazin, da dieses seinen Nachfolger bei Metallica, Kirk Hammett zur Nr. 1 der Leserwahl kürte. Basis dieser Wahl war aber eine Demoaufnahme zu No Life 'Til Leather, die nicht Hammett, sondern Mustaine einspielte.

### Wiedererscheinen
2012 veröffentlichte Metal Forces eine neue Website, welche sich wie früher mit Metal- und Hard-Rock-Gruppen und Musikern beschäftigt.